# Altavoz Leslie

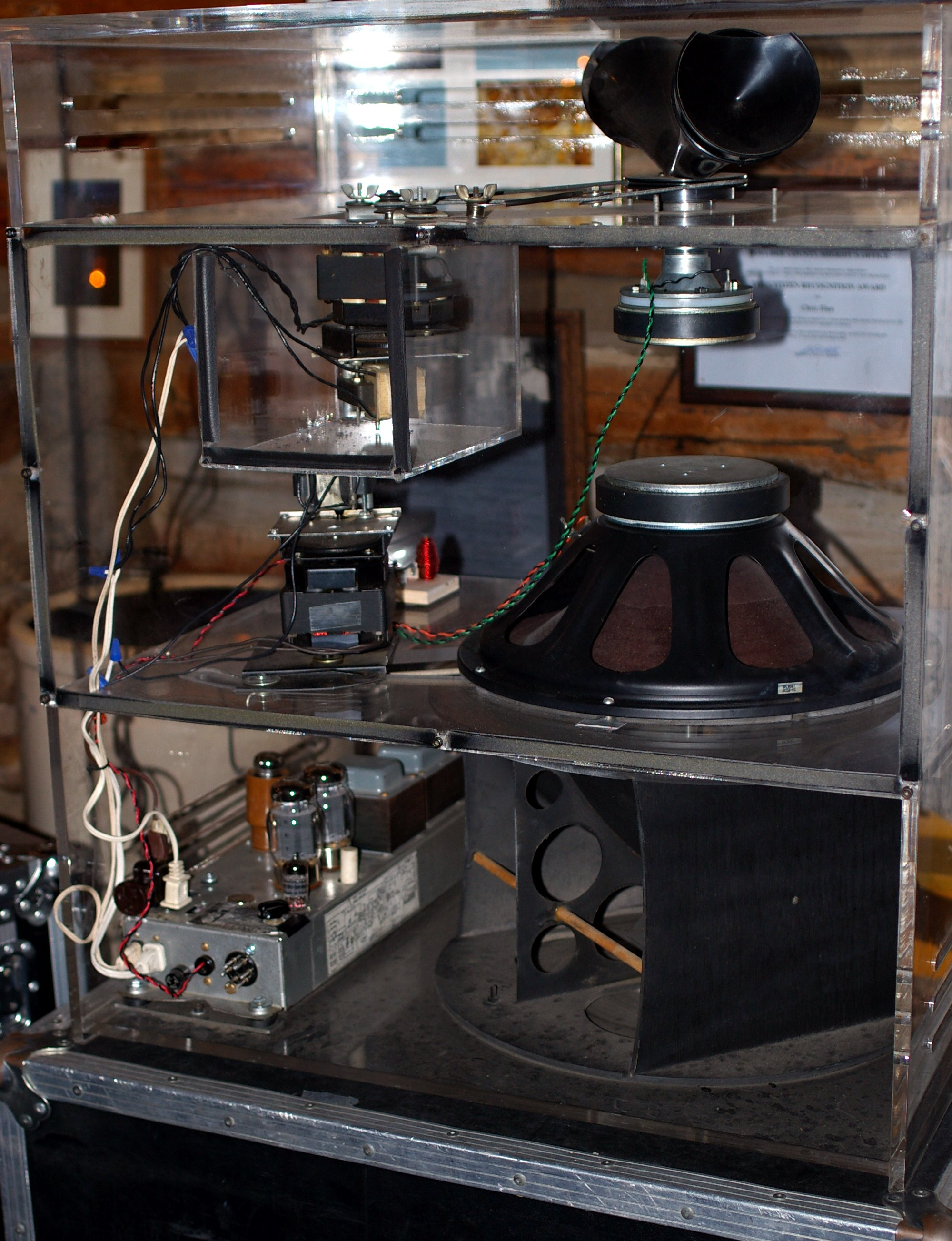
Altavoz Leslie giratorio.

Un altavoz Leslie es un amplificador y altavoz de dos vías combinado que proyecta la señal de un instrumento eléctrico o electrónico, mientras que modifica el sonido mediante la rotación de los altavoces. Se asocia más comúnmente con el órgano Hammond, aunque más tarde fue utilizado para darle un efecto especial a la guitarra y otros instrumentos. Un altavoz Leslie típico contiene un amplificador y un altavoz de agudos y graves, aunque componentes concretos dependen del modelo. Un músico controla el altavoz Leslie ya sea por un interruptor externo o pedal que alterna entre una posición de ajuste de velocidad rápida y otra lenta, conocidas como "coral" y "trémolo".
El altavoz es el nombre de su inventor, Donald Leslie. Leslie empezó a trabajar a finales de 1930 para conseguir un altavoz para un órgano Hammond que tuviera una emulación más cerca de un tubo de órgano o de un teatro de órganos, y descubrió que el sonido rotatorio dio el mejor efecto. Hammond no estaba interesado en la comercialización o venta de los altavoces, por lo que Leslie se los vendió a sí mismo como un complemento, apuntando a otros órganos, así como Hammond. Leslie hizo el primer altavoz en 1941. El sonido del órgano que se está tocando a través de sus altavoces recibió la atención de la exposición nacional de radio en los Estados Unidos, y se convirtió en un éxito comercial y crítico. Pronto se convirtió en una herramienta esencial para la mayoría de los organistas de jazz. En 1965, Leslie vendió su negocio a la CBS que, en 1980, se lo vendió a Hammond. Hoy en día, Suzuki Musical Instrument Corporation es propietaria de las marcas Hammond y Leslie.
Debido a que el Leslie es un dispositivo de modificación de sonido en sí mismo, se han realizado diversos intentos para emular el del efecto mediante la electrónica. Muchos músicos han usado el Univox Uni-Vibe, el Neo Ventilador, o propio simulador de Hammond-Suzuki en una caja.

## Historia
Leslie trabajó como ingeniero de radiocomunicaciones en la tienda Barker Department Brothers en Los Ángeles, para la venta y reparación de órganos Hammond. Compró uno en 1937, esperando que sea un sustituto adecuado para un órgano de tubos. Sin embargo estaba decepcionado con el sonido que daba este órgano en su casa, en comparación a la gran sala de exposición donde originalmente lo escucho. En consecuencia, intentó diseñar un altavoz para superar esto. Inicialmente intentó hacer un gabinete similar al Hammond, pero pronto llegó a la conclusión de que los órganos de tubos producen un sonido espacialmente variado debido a las diferentes ubicaciones de cada tubo. Partió de emular esto haciendo un altavoz en movimiento. Intentó varias combinaciones de altavoces y velocidades, y descubrió que con uno solo funcionando a lo que ahora se conoce como la velocidad "trémolo", era la mejor opción. Después de más experimentación, decidió que la división de la señal en un tambor giratorio y un cuerno ayudó a acentuar frecuencias graves y agudas.
En 1940, Leslie decidió que su prototipo estaba listo para comercializarlo, y fue a la Organ Company Hammond para demostrarlo. Pero Laurens Hammond no estaba impresionado con el intento de Leslie para mejorar su propio diseño de órganos, y se negó a comercializarlo. La empresa incluso cambió la interfaz de altavoz en sus órganos para que fuesen "a prueba de Leslie", aunque Leslie trabajó con rapidez para evitar esto. Leslie comenzó a fabricar el altavoz en 1941, inicialmente bajo una variedad de nombres, incluyendo Vibratone, Brittain Speakers, Hollywood Speakers, y Crawford Speakers. Finalmente, llegó a poseer cerca de 50 patentes del altavoz.
Leslie fabricó el altavoz para trabajar en otros órganos aparte de Hammond, incluyendo Wurlitzer, Connecticut, Thomas y Baldwin. A él en realidad nunca le gustaron los órganos Hammond, una vez comentando "Odio esas malditas cosas".
En 1965, Leslie vendió la compañía a CBS, que también había adquirido la compañía de guitarras Fender. En 1980, la Corporación Hammond finalmente compró Electro Music y el nombre de Leslie de la CBS. Después de que Hammond salió del negocio en 1986, un exingeniero volvió a establecer Electro Music, la concesión de licencias el nombre de Noel Crabbe, que había adquirido los derechos de Hammond, posteriormente fue vendida a Suzuki en 1992, quienes continúan fabricando el altavoz.

## Características
Un altavoz Leslie consiste en un número de componentes individuales. La señal de audio entra en el amplificador del instrumento. Una vez amplificado, la señal viaja a un divisor de frecuencias de audio, que la divide en bandas de frecuencia separadas que pueden ser enviados individualmente a cada altavoz. Diferentes modelos tienen diferentes combinaciones de altavoces, pero el modelo más común, el 122, se compone de un solo woofer para el bajo y un único motor de compresión y el cuerno acústico para los agudos. El audio emitido por los altavoces se aísla el interior de un recinto, aparte de un número de salidas que conducen hacia ya sea un cuerno o tambor giratorio. Un motor eléctrico hace girar tanto el cuerno y el tambor a una velocidad constante.
El control de un altavoz Leslie normalmente se trata de un interruptor de dos vías externo, entre los dos ajustes marcados "coral" y "trémolo". El interruptor está montado en el instrumento de control, por lo que el intérprete podrá cambiar fácilmente la configuración. Algunos modelos anteriores se limitaban a "off" y "trémolo", y algunos modelos posteriores tenían las tres opciones. El interruptor se puede utilizar mientras las notas se están reproduciendo, el cambio de sonido entre los dos ajustes es parte del sonido característico.
A diferencia de la mayoría de los amplificadores que se utilizan en música, que emplean conectores jack para la conexión a instrumentos, los altavoces Leslie utilizan un conector Amphenol para conectar directamente a un órgano a través de un conector de consola. El tipo y diseño del conector depende del órgano y el modelo de altavoz Leslie.
Los modelos más antiguos que utilizan amplificadores de potencia a válvulas de vacío utilizaron una variedad de conectores de 6 pines, mientras que los modelos posteriores utilizaron un conector de 9 pines. En todos los casos, por un solo órgano -configuración Leslie, alimentación eléctrica, señales de audio y control- son transferidos por el mismo conector, el diseño, la disposición como el tipo de patillage varía entre los órganos y altavoces. Se debe tener especial cuidado cuando se trata de reparar estas conexiones, ya que un cable conectado de forma incorrecta o mal cableado puede causar daños permanentes en el órgano o altavoz, o dar como resultado una descarga eléctrica a una persona. Es posible conectar varios altavoces Leslie en un solo órgano, mediante el uso de un relé de potencia que proporciona la corriente alterna necesaria.
Un dispositivo aparte conocido como preamplificador combo es necesario para conectar un Leslie Vintage a otro instrumento como una guitarra. Este combina una entrada de corriente alterna y entrada de nivel de línea independientes en un solo conector Amphenol, y proporciona un pedal para seleccionar las velocidades del Leslie. Los productos modernos como la Trek II UC-1A permite que cualquier instrumento con que use conector jack, puede utilizar una variedad de altavoces Leslie.
Los modernos altavoces Leslie tienen una interfaz de 11 pines que es más seguro para el servicio, ya que la red eléctrica es transferida por separado utilizando un conector de red estándar IEC. El Hammond-Suzuki Leslie 2101 también incluye conectores jack para entrada y salida de línea, por lo que ya no es necesario un preamplificador combo. Sus ajustes también se pueden controlar a través de MIDI.

## Modelos

### Velocidad simple
Los modelos iniciales de altavoces Leslie no tenían el ajuste "coral". El interruptor de control tenía simplemente las opciones de "off" y "trémolo". El primer modelo de Leslie producido fue el 30A. Emulaba el tono del gabinete DXR-20 de Hammond, que utiliza la batería en movimiento. Contenía un tambor de 15 pulgadas (380 mm) y el amplificador de potencia se encontraba en la parte superior de la unidad, para permitir una fácil reparación.15 pulgadas (381 mm) Este fue reemplazado entre 1947 y 1949 por el 31H, también conocido como el "Tall Boy". Era similar en aspecto al 30A, pero contenía rejillas adicionales a lo largo de la parte superior del gabinete. Además, se colocaron reflectores en el extremo de la bocina, para permitir que la señal de agudos salga de la unidad a través de los lados, en lugar de en la parte superior.
Los siguientes modelos que Leslie produjo fueron la 21H y el 22H, la cual tenía un armario en un estilo similar a la más conocida 122, con las mismas dimensiones y rejillas. Fueron alimentados por un amplificador de válvulas termoiónicas de 40 W.

## Doble velocidad
El 122 era el modelo más popular de Leslie. Fue diseñado específicamente para el órgano Hammond y es el modelo más comúnmente identificado con él. De 41 pulgadas (1000 mm) de altura, contiene motores separados para coral y el trémolo, y un amplificador de válvulas termoiónicas de 40 W. El 122 es el más adaptable para las prestaciones de grabación ya que tiene una señal equilibrada que elimina ruidos. El 122RV era el mismo modelo, pero con un amplificador de reverberación adicional, el cual alimenta un altavoz estático separado. Una versión ligeramente más pequeña, de 33 pulgadas (840 mm) 142 estaba disponible. Actualmente Hammond-Suzuki fabrica el modelo 122A, una reedición del 122 y el 122XB, que contiene un moderno adaptador de 11 pines, un adaptador de corriente IECC, entrada de línea, y una toma jack para conectar un pedal para controlar la velocidad. Esto elimina la necesidad de un preamplificador combo.

## Línea Pro Line
A finales de 1960, los músicos que daban conciertos descubriendo que los Leslies más antiguos como el 122 no eran lo suficientemente potentes como para cubrir grandes espacios, lo que llevó a la introducción de la serie "Pro Line". Estas cabinas Leslies contenían amplificadores de potencia de estado sólido -a transistores- de mayor capacidad, los grandes gabinetes fueron con ruedas para facilitar su movimiento y portabilidad. Los primeros modelos fabricados fueron el 900 y 910, que contenía un amplificador de potencia de tres canales de 100 vatios. Ambos podían dividir en dos secciones. La versión más popular de la serie Pro-Line fue el 760. Era una versión más pequeña que la 900 y 910, y contenía un amplificador de agudos de 40 W y de bajo de 50 W. Una versión más pequeña, más portátil del 760 es el 820. Es un gabinete de estado sólido como el 760, y se conecta con el órgano con un conector de 9 pines también. Sin embargo, es de sólo 31 pulgadas (790 mm) de altura y con un solo rotor con una completa gama de altavoces de 12 pulgadas.
La serie Pro-Line era resistente y a prueba de fallos, con multitud de modelos que sobrevivieron por muchos años. Sin embargo, debido a que utilizan amplificadores de estado sólido, no son tan codiciados como los Leslie construidos a partir de válvulas, porque carecen del característico sonido cuando es sobreexcitado el amplificador.
El Modelo 16, realizado en 1970 fue el más portátil. Tiene un cuerpo de altavoces similar a los amplificadores Fender, mientras que el rotor de dispersión giratorio para el parlante está hecho de espuma. Fue construido para guitarristas, era portátil, y tenía "Leslie" escrito en el frente. Este modelo contenía sólo un altavoz de 10 pulgadas, no tenía unidad amplificadora, fue diseñado para ser accionado por un amplificador externo, y contenía una salida adicional para una extensión de altavoz. El control del parlante fue a través de dos interruptores, uno de los cuales controlan la velocidad y otro apagaba o encendía los rotores. También fue lanzado más tarde como Fender Vibratone.

### Hammond-Suzuki
Así como las reediciones 122A y 147A, Hammond-Suzuki ahora fabrica cabinas Leslie más pequeñas y transportables con medios modernos. La 2101 es de 20 pulgadas (520 mm) de alto y tiene un cuerno giratorio tal como se encuentra en el 122 y 147, junto con un par de 2 pulgadas (51 mm) motores de compresión (130 mm) y woofers de 5 pulgadas. La unidad dispone de dos entradas separadas para diferentes instrumentos que pueden ser conectados a los componentes rotativos y estacionarios respectivamente. El 2121 es un altavoz de 15 pulgadas (380 mm) estacionario que utiliza un procesamiento de señal digital para emular el tambor giratorio que se encuentra en los otros Leslies. El 3300 es el mismo que el 2121, pero con un amplificador de potencia de 300 W.

## Generación de sonido

Animación de una sección de una cabina Leslie en funcionamiento:
1) Cámara de la bocina de agudos
2) controlador de compresión
3) motor de agudos
4) divisor de frecuencias
5) motor de woofer (bajos)
6) woofer
7) recinto del woofer
8) tambor giratorio
9) gabinete.

Las cabinas Leslie hacen uso del efecto Doppler, para alterar o modificar el sonido. Como la fuente de sonido es girada alrededor de un punto específico, produce trémolo (modulación de la amplitud) y una variación en el tono. Esto produce una secuencia de bandas laterales de frecuencia modulada. Para detener el rotor de un Leslie, se añadió un circuito de freno especial a los controles del motor, que incorpora un relé electrónico accionado mediante la producción de una onda media de la corriente continua.
Gran parte del tono único del Leslie es debido al hecho de que el sistema está parcialmente cerrado, con lo cual las lumbreras lineales a lo largo de los lados y el frente de la unidad pueden ventilar el sonido desde el interior de la caja después de que el sonido haya rebotado en su interior. La frecuencia de cruce se fija deliberadamente a 800 Hz para dar el equilibrio óptimo entre la bocina y el tambor, y se considera una parte integral del parlante. El tono también se ve afectado por la madera utilizada. Las diferencias de tono, debido a la reducción de costes utilizando aglomerado para los altavoces y del rotor en lugar de la madera contrachapada anterior, son evidentes en el sonido del Leslie. La capa más delgada de la parte superior del gabinete añade una cierta resonancia también. Al igual que un instrumento acústico, el tono de un Leslie se define de forma única por el diseño del mueble y su construcción, el amplificador, el divisor de frecuencias, los altavoces utilizados, y los motores. No solo por el giro de los rotores.

### Citas
1. ↑  Vail, 2002, p. 129.
2. ↑  Vail, 2002, p. 129-130.
3. ↑  Vail, 2002, p. 130.
4. 1 2 3  Vail, 2002, p. 131.
5. 1 2  Oliver, Myrna (7 de septiembre de 2004). «Donald Leslie, 93; His Namesake Speaker Influenced Music». Los Angeles Times. Consultado el 9 de septiembre de 2013.
6. ↑  Faragher, 2011, p. 108.
7. ↑  «Electro Music Purchased by Columbia Distribution». Billboard (Cincinnati, Ohio: Billboard Publishing) 77 (38): p. 6. 18 de septiembre de 1965.
8. ↑  Faragher, 2011, p. 100.
9. ↑  Faragher, 2011, p. 14.
10. 1 2  Faragher, 2011, p. 103.
11. ↑  Leslie 122 / 122RV service manual. Electro Music. p. 3. Consultado el 9 de septiembre de 2013.
12. ↑  Boulanger, Richard Charles, ed. (2000). The Csound Book: Perspectives in Software Synthesis, Sound Design, Signal Processing, and Programming. MIT Press. p. 209. ISBN 978-0-262-52261-8.
13. ↑  The Foundations of Rock: From "Blue Suede Shoes" to "Suite: Judy Blue Eyes". Oxford University Press. 7 de noviembre de 2008. p. 107. ISBN 978-0-19-971870-2.
14. ↑  «Hammond USA Announces First-ever Digital Leslie Pedal». Hammond-Suzuki USA. 22 de enero de 2013. Archivado desde el original el 31 de octubre de 2013. Consultado el 9 de septiembre de 2013.
15. ↑  Olsen, Harvey (2006). «Uncle Harvey's Guide to Leslie Pinouts». Consultado el 22 de junio de 2006.
16. ↑  Leslie 760 User Service Manual. Electro Music. p. 6. Consultado el 9 de septiembre de 2013.
17. ↑  Vail, 2002, p. 150.
18. ↑  Leslie 825 Service Manual. Electro Music. p. 4. Consultado el 9 de septiembre de 2013.
19. ↑  Faragher, 2011, p. 124.
20. ↑  «UC-1A Combo Pre Amp». Archivado desde el original el 15 de enero de 2012. Consultado el 25 de junio de 2012.
21. 1 2  Robjohns, Hugh (July 2005). Hammond XK3/XLK3 & Leslie 2121/2101. Sound on Sound. Consultado el 9 de septiembre de 2013.
22. ↑  Faragher, 2011, p. 107-108.
23. ↑  Faragher, 2011, p. 108-109.
24. ↑  Faragher, 2011, p. 109.
25. ↑  Faragher, 2011, p. 110.
26. ↑  Jargon Jockey 32 (7–12). Keyboard Magazine. 2006. p. 136.
27. ↑  «122XB». Hammond-Suzuki USA. Archivado desde el original el 7 de octubre de 2013. Consultado el 10 de septiembre de 2013.
28. ↑  Vail, 2002, p. 141.
29. ↑  Faragher, 2011, p. 121.
30. ↑  Faragher, 2011, p. 117,121.
31. 1 2  Faragher, 2011, p. 120.
32. ↑  Faragher, 2011, p. 117.
33. ↑  Faragher, 2011, p. 119.
34. ↑  Hunter, Dave (2013). 365 Guitars, Amps & Effects You Must Play: The Most Sublime, Bizarre and Outrageous Gear Ever. Voyageur Press. p. 56. ISBN 978-0-7603-4366-1.
35. ↑  Vail, Mark (2000). Keyboard Magazine Presents Vintage Synthesizers: Pioneering Designers, Groundbreaking Instruments, Collecting Tips, Mutants of Technology. Backbeat Books. pp. 260-261. ISBN 978-0-87930-603-8.
36. ↑  «Leslie». Hammond Organ UK. Archivado desde el original el 11 de agosto de 2013. Consultado el 11 de septiembre de 2013.
37. ↑  Brice, Richard (2001). Music Engineering. Newnes. p. 427. ISBN 978-0-7506-5040-3.
38. ↑  Faragher, 2011, p. 101.
39. ↑  Clifford A. Henricksen (April 1981). «UNEARTHING THE MYSTERIES OF THE LESLIE CABINET». Recording Engineer/Producer magazine.
40. ↑  «Leslie 122A Speaker». Goff Professional. Consultado el 10 de septiembre de 2013.
41. ↑  Faragher, 2011, p. 104.